# Thyreoglobulin
Thyreoglobulin (Tg) je glykoprotein, nacházející se ve štítné žláze. Jeho hmotnost je 660 kDa a je syntetizován přímo v ní na ribozomech folikulárnéch buněk z aminokyselin, svou sacharidovou část dostává v Golgiho komplexu. Ve folikulárních buňkách (thyreocyt) je balen do granul, která jsou odevzdávána do koloidu žlázy exocytózou.

## Funkce
Je hlavní součástí vzniku hormonů štítné žlázy. Ve vazbě na něj probíhají v koloidu a ve folikulárních buňkách mezireakce, které nakonec vedou ke tvorbě tyroxinu (T4) a trijodtyroninu (T3). Dá se říci, že tyto hormony jsou v koloidu štítné žlázy skladovány ve vazbě na thyreoglobulin a v případě potřeby jsou tyto komplexy endocytózou dopraveny zpět do folikulární buňky. Potřeba vyrobit a vyloučit hormony štítné žlázy je řízena thyreotropinem (TSH), který pozitivně působí i na tuto endocytózu. V buňce štítné žlázy (thyreocyt) je thyreoglobulin přijatý endocytózou obalen lyzosomy s obsahem proteáz, kde je zbaven svých jódem obohacených tetrajódtyronylových nebo trijódtyronylových zbytků, což jsou vlastně hormony tetrajódtyronin (tyroxin, T4) a trijódtyronin (T3). Ty jsou následně vyloučeny do krevního řečiště. V lyzosomech probíhá i degradace thyreoglobulinu.
Jodace tyrozylových zbytků thyreoglobulinu probíhá pod vlivem thyreotropinu (TSH). Jód se připojuje prostřednictvím enzymu thyreoperoxidázy (TPO) na asi 20 z celkem 144 tyrozylových zbytků tohoto glykoproteinu. Tato reakce probíhá na mikroklcích thyreocytu čnijících do koloidu. Reakce může být tlumena readukujícími látkami, např. glutathionem, thiouracylem nebo thiocyanátem.

## Množství v krvi
Thyreoglobulin je v malých množstvích přítomen i v krevní plazmě. Hodnoty jsou 2 - 70 ng/l. Hodnoty nad 70 ng/l jsou patologické a hovoří o postižení štítné žlázy. Postižený může mít nádor na štítné žláze s výjimkou medulocelulárního karcinomu nebo je postižen hypothyreózou. Při laboratorním stanovení se současně stanovuje množství protilátek proti thyreoglobulinu typu imunoglobulinů IgG. Nejčastěji se jeho hladina kontroluje během postoperačních stavů karcinomů štítné žlázy nebo u Gravesovy choroby.
Fyziologicky zvýšené hodnoty nalézáme u těhotných žen a u žen s menstruačním cyklem s maximem ve 23. dni.